# Christoph von Gleichen

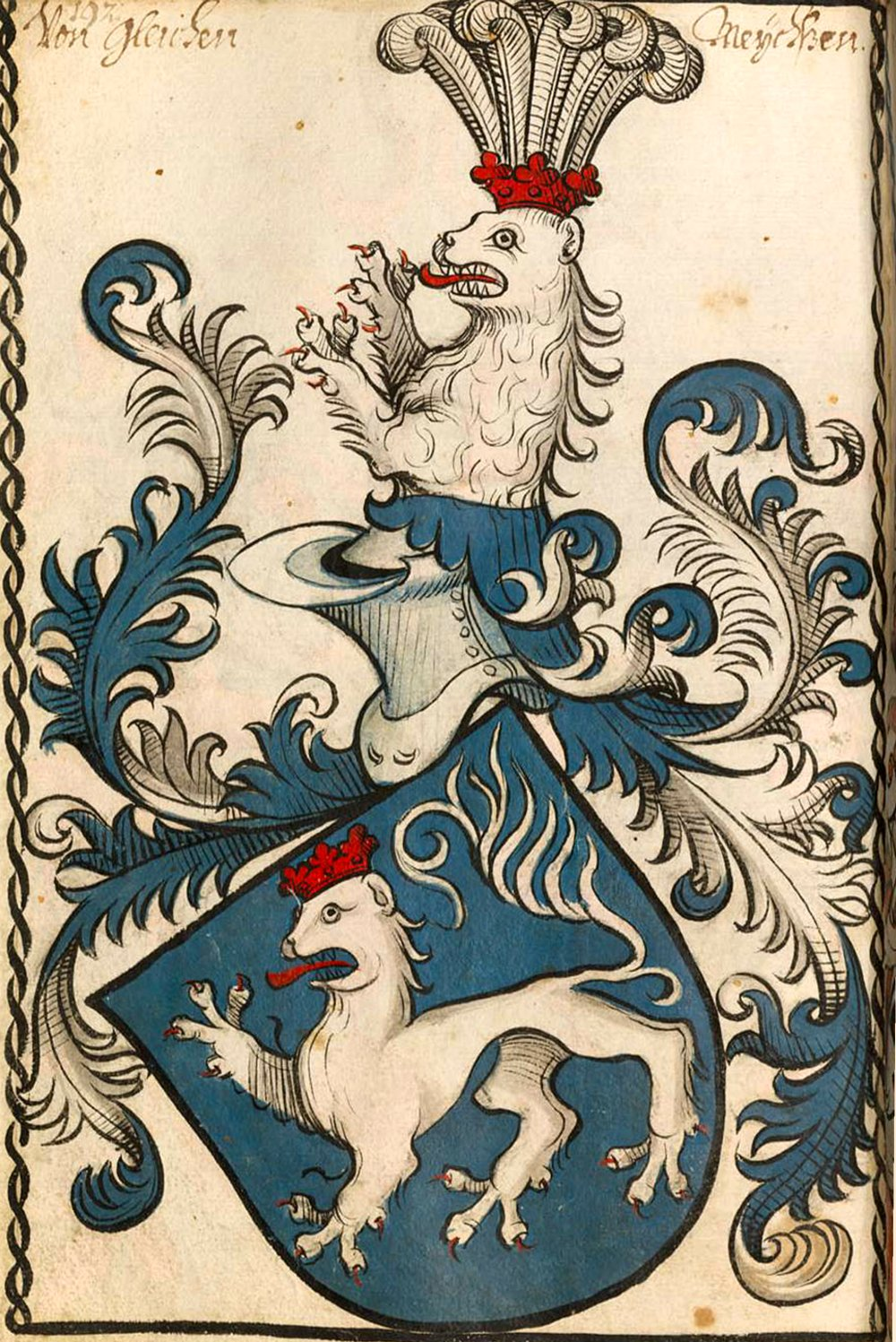
Stammwappen der Grafen von Gleichen

Christoph von Gleichen (* um 1505; † 18. August 1548 in Straßburg) war ein adeliger Domherr im Bistum Speyer, im Bistum Straßburg und im Erzbistum Köln, dort auch Chorbischof.

## Herkunft und Familie
Er entstammte dem alten Adelsgeschlecht der Grafen 
von Gleichen-Tonna und wurde geboren als Sohn des Grafen Philipp von Gleichen († 1549), sowie seiner Gattin Margarete von Schönburg-Waldenburg (1487–1535). Seine Schwester Katharina heiratete Heinrich von Schlik und ihr gleichnamiger Enkel Heinrich Schlik zu Bassano und Weißkirchen (1580–1650) stieg auf zum kaiserlichen Feldmarschall und Hofkriegsratspräsidenten.
Christophs Vater Philipp von Gleichen schloss sich nach 1530 der Confessio Augustana an. 

## Leben
Noch im minderjährigen Alter hatte ihn der Vater zum geistlichen Stand bestimmt und am 20. Februar 1521 zum Domherrn in Speyer nominiert. Am 17. Januar 1527 wurde Christoph von Gleichen dort Domkapitular, nachdem er bereits am 18. Januar 1526 ein Kanonikat am Domstift Straßburg und bald darauf auch eines in Köln erhalten hatte. 
Laut den Protokollen des Speyerer Domkapitels erhielt er nach dem Tod seiner Mutter, ab 13. August 1535 Urlaub „um gehen einsiedeln zu wallen“ und da er glaube „sein Vatter wolle ihn vielleicht zu einem anderen Stande beruffen“. Vermutlich hing dieses Gesuch mit dem Übertritt des Vaters zum Protestantismus zusammen, ohne dass man es ausdrücklich erwähnte. 
Als Kaiser Karl V. im Januar 1541 Speyer besuchte, war Christoph von Gleichen wieder dort in seinem geistlichen Amt. Er überreichte, zusammen mit dem Domherrn Johannes Christoph von Zimmern, dem Monarchen im Auftrag des Speyerer Domkapitels ein Gastgeschenk (silberner Becher mit 100 Goldgulden).
Im Oktober gleichen Jahres schrieb er seinem Vater, dass er im Auftrag des Kölner Domkapitels dem Speyerer Reichstag (1542) beiwohnen müsse. In seiner Unterschrift bezeichnete er sich Dom-Chorbischof von Köln. 
1543 erhielt Graf von Gleichen Urlaub vom Bistum Speyer, um am Domstift Köln sein Residenzjahr abzuleisten. 1542/1543 versuchte der Kölner Erzbischof Hermann V. von Wied die Reformation einzuführen. Dies scheiterte hauptsächlich am Widerstand seines Domkapitels, wo auch der Domherr und Chorbischof Christoph von Gleichen ein dezidierter Gegner dieser Pläne war. Insbesondere trat er in Köln dem Reformator Martin Bucer entgegen, den er von Straßburg her kannte. Bucer beklagt dies selbst in seinen Schriften. Hermann von Wied musste 1547 zurücktreten. Im gleichen Jahr erscheint Gleichen zusätzlich als Kanoniker an St. Gereon zu Köln.
Christoph von Gleichen starb 1548, „urplötzlich und unverhofft“, in seinem Haus zu Straßburg. Im Seelbuch des Speyerer Domes ist er mit einem Jahrgedächtnis verzeichnet. In diesem zeitgenössischen Eintrag wird er als „ehrwürdig und generös“ charakterisiert. 
In der Zimmerischen Chronik beschreibt Froben Christoph von Zimmern (1519–1566) u. a. seine Erlebnisse mit Christoph von Gleichen im Kölner Karneval.

## Familienumfeld
Sein jüngerer Bruder Georg II. von Gleichen (1509–1570) war ebenfalls Domherr in Straßburg und Köln, resignierte jedoch 1549, trat jedoch ins protestantische Lager über und verheiratete sich 1550.
Der Cousin Graf Christian von Gleichen († 1551) fungierte als Kanoniker am Stift St. Alban vor Mainz und als Mainzer Domkustos.